# ハシュリ地区
ハシュリ地区（グルジア語: ხაშურის მუნიციპალიტეტი、グルジア語ラテン翻字: Khashuris Munitsipaliteti）は、ジョージアのシダ・カルトリ州にある地区。行政中心地はハシュリ。

## 歴史
現在のハシュリ地区は、1917年までティフリス県ゴリ郡の一部であった。1921年にグルジアSSRが成立すると、ゴリ郡の配下に12の地区が設置され、そのうちの一つがハシュリ地区であった。ゴリ郡は1930年に廃止され、ハシュリ地区はグルジアSSR直下の行政区画となった。

## 人口
ハシュリ地区は中心地に人口が集中しており、農業が発達している。ハシュリ地区に存在する村のほとんどはシダ・カルトリ平野あるいはリヒ山脈の丘陵地帯に位置している。ごく一部、トリアレティ山脈北側の峡谷にも村が存在している。大規模ないし中規模の村が多い。600人から1,000人程度の再定住者がいる。人口の大部分はカルトヴェリ人（98.3パーセント）で、他にアルメニア人が0.6パーセント、オセット人が0.5パーセント
、ロシア人が0.3パーセントという民族構成になっている。
2014年時点での国勢調査では、人口5万2603人で、人口密度は1平方キロメートルあたり89.9人。ハシュリ地区には72の市町村（1市1町70村）がある。

### 国勢調査
国勢調査による人口は、次の通り。
| 年   | 人口   | 男性   | 女性   | 出典  |
| ---- | ------ | ------ | ------ | ----- |
| 1989 | 66,820 |        |        |       |
| 2002 | 63,140 |        |        |       |
| 2014 | 52,603 | 25,519 | 27,084 | [ 1 ] |

## 行政区画
ハシュリ地区には13の自治体があり、1市、1ダバ、11テミで構成されている。またダバとテミの下には、合計81村が存在する。
- 市 (1): ハシュリ
- ダバ (1): スラミ
- テミ (11): アリ・テミ、ゴミ・テミ、オシアウリ・テミ、プレヴィ・テミ、クヴィシヘティ・テミ、ツォツヒナリ・テミ、ツフラムハ・テミ、ツァグヴリ・テミ、ツロミ・テミ、ハレビ・テミ、フツィシ・テミ
- 村 (81)
  - スラミ・ダバ管区 (5): ビジニシ、ディディ・ベカミ、ゼコタ、パタラ・ベカミ、ウルツフヴァ
  - アリ・テミ (9): アリ、ブルリ、ドゥマツホヴィ、ゼモ・アドズヴィシ、クルディスツカロ、ナバフテヴィ、ウツレヴィ、キンザティ、ツヘティジヴァリ
  - ゴミ・テミ (7): ゴミ、アガレビ、ディディ・サティヴェ、ヴァカ、パタラ・サティヴェ、クヴェモ・アドズヴィシ、ヒディスクリ
  - オシアウリ・テミ (6): クヴェモ・オシアウリ、アハルソペリ、ゼモ・オシアウリ、ナルジェビ、ガンジレビ、グダ
  - プレヴィ・テミ (4): ディディ・プレヴィ、ナツァルゴラ、パタラ・レヴィ、ツコツァ
  - クヴィシヘティ・テミ (11): クヴィシヘティ、ベグリティ、ブルブリスツィヘ、モナステリ、ルサアントゥバニ、サヴァニスバニ、サティヴェ、サルマニシヴィリスカリ、タシスカリ、テゼリ、キピアントゥバニ
  - ツォツヒナリ・テミ (6): ツォツヒナリ、オドジシ、ケンペリ、ツェダニ、ツィヴツカロ、ツァブロヴァナ
  - ツフラムハ・テミ (7): ツフラムハ、ダムチヘウラ、タグヴェティ、コディスツカロ、ルボナ、カシヴェティ、ジヴァルツムハ
  - ツァグヴリ・テミ (8): ツァグヴリ、ゼモ・ブロロサニ、クルディスツカロ、ティツヴィニスツカロ、クヴェモ・ブロロサニ、コビ、チョルチャナ、ツェグヴェリ
  - ツロミ・テミ (7): ツロミ、アハルシェニ、ディディ・ケレティ、ディディ・ハヴレティ、イメルリアンツカリ、ナダルバゼヴィ、パタラケレティ
  - ハレビ・テミ (6): ディディ・ハレビ、アレクサンドレスツカロ、パタラハレビ、サルツケラ、ガルタ、グヴリアツカリ
  - フツィシ・テミ (5): フツィシ、ディディ・ツヒルナラ、クリスヘヴィ、ミツォビ、パタラ・ツヒルナラ